# Every Kinda People
«Every Kinda People» es una canción del cantante británico de rock Robert Palmer, publicada como sencillo en 1978 por Island Records e incluida como la pista inicial de su cuarto álbum de estudio Double Fun (1978). Compuesta en 1977 por el otrora bajista de Free Andy Fraser, antes de grabarla Palmer modificó algunas partes de su letra ya que él consideraba que la original tenía un enfoque más bien político. Como resultado, la versión final entrega un mensaje multicultural de paz y positividad, que evoca la tolerancia y la convivencia.
Una vez que salió a la venta obtuvo una positiva notoriedad en las listas musicales de varios países, por ejemplo, alcanzó el puesto 16 en el Billboard Hot 100 de los Estados Unidos. Además, para Palmer significó su debut en los conteos de Canadá, Reino Unido, Nueva Zelanda y Francia, por lo que ha sido considerado como su primer gran éxito. Por su parte, recibió reseñas positivas por parte de la prensa especializada, que en su gran mayoría elogió su letra y su melodía funky con toques caribeños. Con el pasar de los años ha sido versionada por otros artistas tales como Joe Cocker, Randy Crawford, Chaka Demus & Pliers y la Orquesta Filarmónica de la BBC. En 2020, la BBC Radio York la escogió como el «himno de Yorkshire del Norte».

## Antecedentes
Robert Palmer inició su carrera solista en 1974 con Sneakin' Sally Through the Alley después de que la banda a la cual pertenecía, Vinegar Joe, optara por separarse en ese mismo año. En enero de 1976, las canciones «Which of Us Is the Fool» y «Give Me an Inch» de su segunda producción Pressure Drop (1975) fueron sus primeros sencillos en ingresar en la lista estadounidense Bubbling Under Hot 100 Singles en los puestos 5 y 6 respectivamente. Meses más tarde, «Man Smart, Woman Smarter» de su tercer disco Some People Can Do What They Like (1976) marcó su debut en el Billboard Hot 100 ya que logró la casilla 63, que lo convirtió hasta entonces en su sencillo mejor ubicado en cualquier conteo estadounidense.

## Composición y grabación

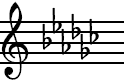
La canción está escrita en la tonalidad de sol bemol mayor

Andy Fraser escribió «Every Kinda People» en 1977, después de establecerse en los Estados Unidos. Según el otrora bajista de Free, era muy cercano de Robert Palmer por aquel entonces —a quien conocía desde la época que tocaba en Vinegar Joe— así que cuando le mostró la canción el vocalista le dijo: «Tengo que grabar eso». Lo autorizó incluso antes de que editara su propia versión. Según Palmer, la composición original poseía una letra con un enfoque más bien político así que antes de grabarla modificó algunas partes. Sobre el riff, Fraser contó que se hizo en el bajo y que el vocalista simplemente lo traspuso a los otros instrumentos. La canción combina el funk con elementos de la música caribeña y su letra ha sido considerada como un «mensaje multicultural de paz y positividad» que evoca «la tolerancia y la convivencia», lo que se vería en su coro It takes every kind of people to make what life's about, yeah every kind of people to make the world go 'round, en español: «Se necesitan todo tipo de personas para hacer de lo que se trata la vida, sí, todo tipo de personas para hacer que el mundo gire». Al respecto, Palmer, en el libro de notas del recopilatorio Addictions: Volume 1 (1989), contó que recibió varias cartas de organizaciones religiosas para felicitarlo por el positivo mensaje.
De acuerdo con la partitura publicada en Musicnotes por Alfred Publishing Co. Inc, el tema está compuesto en la tonalidad de sol bemol mayor con un tempo moderado de 95 pulsaciones por minuto ( = 95). El registro de Palmer se extiende desde la nota mi bemol4 a sol bemol5 en el índice acústico científico. Por otro lado, al igual que las demás canciones de Double Fun su grabación se llevó a cabo en los estudios The Hit Factory, Media Sound y Sigma Sound de Nueva York, cuya producción la realizó el propio Palmer, quien también tocó la guitarra. Además, contó con la colaboración de los músicos de sesión: Bob Babbitt (bajo), Freddie Harris y Paul Barrere (guitarra), James Allen Smith (teclados) y Allan Schwartzberg (batería). Para darle el toque de música caribeña, Robert Greenidge tocó los tambores metálicos de Trinidad y Tobago y Jody Linscott la percusión. Por su parte, Gene Page realizó la sección de cuerdas y la mezcla la llevó a cabo Eric E.T. Thorngren.

## Lanzamiento y reediciones
«Every Kinda People» salió a la venta el 10 de marzo de 1978 como el primer sencillo del álbum Double Fun en el formato vinilo de 7" a través de Island Records. Su lado B dependió de cada edición. Por ejemplo, en la británica fue «Keep in Touch», mientras que en la estadounidense lo ocupó el tema «How Much Fun». Cabe señalar que las canciones en su versión sencillo fueron remezcladas por Tom Moulton, coproductor de Double Fun. En dos ocasiones se grabó en vivo para posteriores publicaciones oficiales: en 1980 en el recinto  Dominion Theatre de Londres para su primer álbum en directo Maybe It's Live (1982) y en 1983 en el Hammersmith Palais de la misma ciudad para el póstumo At the BBC (2010). También ha figurado en algunos recopilatorios como en Addictions: Volume 1 (1989) y At His Very Best (2002).
En 1991 se volvió a lanzar como sencillo para promocionar el compilado Addictions: Volume 2 (1992), en los formatos vinilo de 7" y 12", sencillo en CD y casete. La edición británica de 12" incluyó la versión original y tres remezclas tituladas «Every Kinda People (Inspirit Club)», «Every Kinda People (Inspirational Mix)» y «Every Kinda People (Reproduction Extended)». Las dos primeras fueron remezcladas por el ingeniero de sonido Paul Wright y el arreglista Steve Anderson e incluyó un saxofón interpretado por Snake Davis. La restante la realizó el ingeniero Phil Dane, cuya programación la llevó a cabo Matt Rowe. Para esta nueva reedición, se filmó un videoclip que muestra a Palmer interpretando la canción junto con imágenes de un grupo diverso de personas.

## Recepción

### Comercial
Luego de su publicación, ingresó en las listas musicales de varios países —sobre todo anglosajones— por lo que Jason Ankeny del sitio Allmusic lo tildó como su «primer éxito». El sencillo marcó un avance importante en los principales conteos de los Estados Unidos; por ejemplo, el 25 de marzo debutó en el Hot 100 de Billboard en la casilla 87 y el 24 de junio llegó hasta su máxima posición (puesto 16). Con un total de dieciocho semanas, finalizó en dicha lista como el septuagésimo tercer sencillo de 1978. También alcanzó el puesto 13 en el Top 100 Singles de Cashbox y el 18 en el conteo de Record World. En Canadá, el 15 de julio obtuvo la posición 12 en la lista de la revista RPM y terminó en el octogésimo cuarto lugar de los 200 sencillos de 1978. Además, fue su primer sencillo en debutar en el UK Singles Chart del Reino Unido en la casilla 53 y en la lista musical de Nueva Zelanda en la posición 35, mientras que en Australia llegó hasta el puesto 82 en el Kent Music Report. No obstante, su mejor ubicación la consiguió en Francia tras alcanzar el puesto 6. Por otra parte, su versión de 1991 también ocupó algunos puestos en las listas musicales. Llegó hasta el octavo lugar en el Adult Contemporary estadounidense, en donde permaneció veinticinco semanas en total. También ingresó nuevamente en las listas canadiense, británica y australiana.

### Crítica especializada
La canción recibió positivas reseñas por parte de la prensa especializada. David Jeffries de AllMusic la consideró como un «gran éxito» y la «quintaesencia» del posterior supergrupo Power Station del cual él sería parte, gracias a su «...influencia relajada, una línea de bajo slap-and-pop, una melodía de tambores metálicos y letras que realmente dicen algo». Susin Shapiro de Rolling Stone la tildó como «pegadiza», que posee «un hook de nueve notas y un intento alegre de lidiar con el poder del amor». J. Matthew Cobb de la revista en línea Hi Fi mencionó que tiene «un ritmo contagioso de funky inspirado por la filosofía de “Everyday People” de Sly & the Family Stone y el canturreo al estilo de Marvin Gaye». La revista estadounidense Record World expresó que los tambores metálicos de Trinidad y Tobago proporcionan el principal gancho melódico y la denominó una balada sensible e interesante. Por su parte, Cashbox destacó el estilo elegante soul/pop del vocalista, el funk de fondo, las voces, el solo de trompeta y la letra.
Jeff Giles del sitio web Ultimate Classic Rock la posicionó en el segundo lugar de entre las diez mejores canciones del cantante, afirmando que es una de las «más alegres» de su catálogo y «...ha demostrado ser un pilar de la radio durante décadas, gracias a su distintivo arreglo con sabor caribeño y su mensaje multicultural de paz y positividad». Paul Sexton de UDiscover Music la llamó «perdurable» y que «en muchos sentidos, le abrió la puerta al éxito constante que disfrutaría [Palmer] durante gran parte del resto de su carrera». Por su parte, Michael Goldberg de la revista Rolling Stone, en su revisión al álbum en vivo Maybe It's Live, tachó la canción como un «pop brillante».

## Repercusión

### Versiones

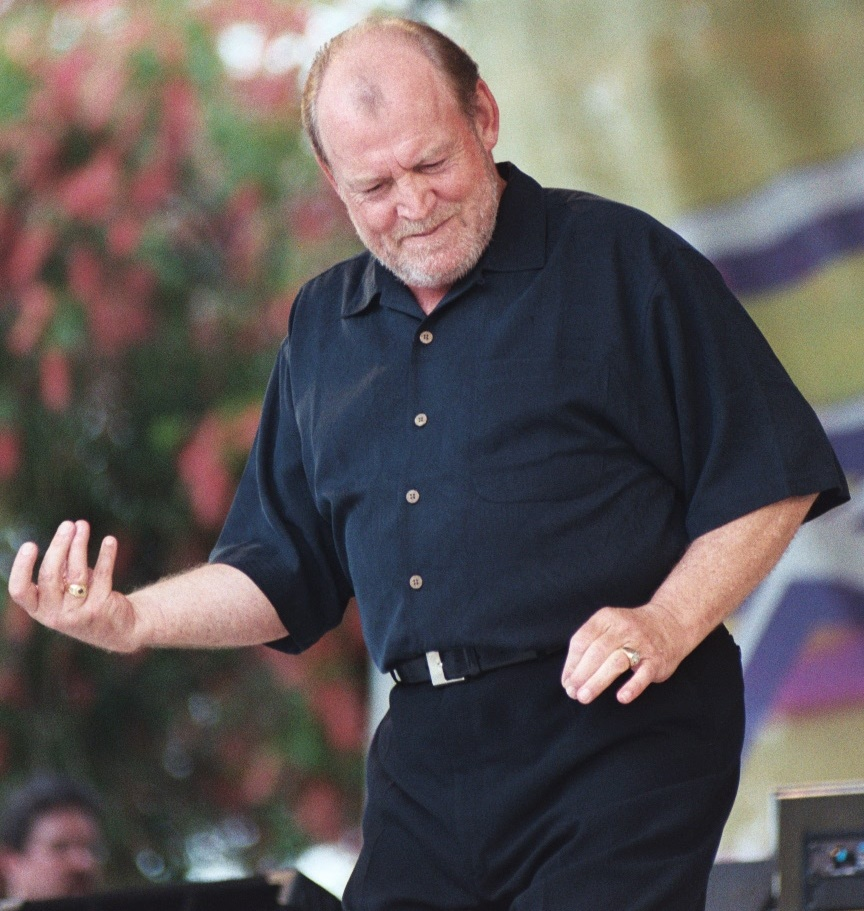
Joe Cocker (en la imagen) fue uno de los varios músicos que han versionado la canción

Con el pasar de los años, varios músicos han realizado sus propias versiones para sus respectivos álbumes. En 1987 el grupo femenino británico Mint Juleps lo lanzó como sencillo y alcanzó la posición 58 en el UK Singles Chart. Dos años más tarde, la cantante estadounidense Randy Crawford la grabó para su disco Rich and Poor. En 1996 el dúo jamaicano Chaka Demus & Pliers la registró para su producción For Every Kinda People, cuya versión se lanzó como sencillo y logró el puesto 47 en el UK Singles Chart. En ese mismo año, las cantantes estadounidenses Amy Grant y Patty Loveless la grabaron como un dueto para el recopilatorio One Voice de MCA Records. Otros artistas que han tocado la canción, ya sea en presentaciones en vivo o en álbumes de estudio, son Joe Cocker, Frankie Goes to Hollywood, Jo O'Meara y Kym Marsh, entre otros.

### En la cultura popular
En 1982, la agencia de comunicaciones Publicis la utilizó en un anuncio publicitario de la marca Heineken para la televisión francesa. En 2009, figuró en la banda sonora del capítulo «Over» de la segunda temporada de la serie de televisión Breaking Bad. En 2020, la BBC Radio York la escogió como el «himno de Yorkshire del Norte». Debido a ello, la Orquesta Filarmónica de la BBC la adaptó y la grabó para ser trasmitida en el programa matutino de la radio el 31 de julio de ese mismo año.

## Lista de canciones
| Sencillo en vinilo de 7" - Edición británica (1978) |                      |          |  |
| N.º                                                 | Título               | Duración |  |
| 1.                                                  | «Every Kinda People» | 3:17     |  |
| 2.                                                  | «Keep In Touch»      | 3:04     |  |

| Sencillo en vinilo de 7" - Edición estadounidense (1978) |                      |          |  |
| N.º                                                      | Título               | Duración |  |
| 1.                                                       | «Every Kinda People» | 3:17     |  |
| 2.                                                       | «How Much Fun»       | 3:06     |  |

| Sencillo en vinilo de 12" - Edición británica (1991) |                                              |          |  |
| N.º                                                  | Título                                       | Duración |  |
| 1.                                                   | «Every Kinda People» (Inspirit Club)         |          |  |
| 2.                                                   | «Every Kinda People» (Versión original)      | 3:17     |  |
| 3.                                                   | «Every Kinda People» (Reproduction Extended) |          |  |
| 4.                                                   | «Every Kinda People» (Inspirational Mix)     |          |  |

## Posicionamiento en listas
| País           | Lista (1978)                     | Posición |
| -------------- | -------------------------------- | -------- |
| Australia      | Kent Music Report                | 82       |
| Canadá         | RPM Top Singles                  | 12       |
| Estados Unidos | Billboard Hot 100                | 16       |
| Estados Unidos | Billboard Top Easy Listening     | 22       |
| Estados Unidos | Billboard US Radio               | 16       |
| Estados Unidos | Cashbox Top 100 Singles          | 13       |
| Estados Unidos | Cashbox Top 100 R&B              | 90       |
| Estados Unidos | Record World Singles Chart       | 18       |
| Francia        | French Singles Chart             | 6        |
| Nueva Zelanda  | Official New Zealand Music Chart | 35       |
| Reino Unido    | UK Singles Chart                 | 53       |
| País           | Lista (1991-1992)                | Posición |
| Australia      | ARIA Charts                      | 157      |
| Canadá         | RPM Top Singles                  | 26       |
| Estados Unidos | Adult Contemporary               | 8        |
| Japón          | Oricon Singles Chart             | 43       |
| Reino Unido    | UK Singles Chart                 | 43       |

| País           | Lista (1978)            | Posición |
| -------------- | ----------------------- | -------- |
| Canadá         | RPM Top Singles         | 84       |
| Estados Unidos | Billboard Hot 100       | 73       |
| Estados Unidos | Billboard US Radio      | 114      |
| Estados Unidos | Cashbox Top 100 Singles | 96       |

## Créditos
| - Robert Palmer: voz y guitarra - Freddie Harris y Paul Barere: guitarra - Bob Babbitt: bajo - James Allen Smith: teclados - Allan Schwartzberg: batería - Robert Greenidge: tambores metálicos de Trinidad y Tobago - Jody Linscott: percusión - Gene Page: sección de cuerdas - Snake Davis: saxofón (reedición remezcla de 1991) | - Robert Palmer: productor - Eric E.T. Thorngren: mezclador - Tom Moulton: remezclador en versión sencillo - Paul Wright, Phil Dane y Steve Anderson: remezclador en versión sencillo de 1991 - Matt Rowe: programador en versión sencillo de 1991 |

Fuente: Librillo de notas de Addictions: Volume 1 y contraportada de «Every Kinda People» Remix 1991.